# Melás (Kastoriá)
Melás, en grec moderne : Μελάς, est un village du dème de Kastoriá, district régional de Kastoriá, en Macédoine-Occidentale, Grèce.
Selon le recensement de 2011, la population du village compte 88 habitants.